# Illa de Hofmann
L'illa de Hofmann (en rus: Остров Гофмана; Ostrov Gofmana) és una illa de la Terra de Francesc Josep, Rússia.
Fa 13 quilòmetres de llargada per 5 quilòmetres d'amplada màxima i té una superfície d'uns 49 km². Es troba 8,6 quilòmetres a l'est de l'illa de Rainer i està totalment coberta de gel. A 45 quilòmetres al nord-est hi ha Belaya Zemlya.
L'illa va ser descoberta per Julius von Payer i Karl Weyprecht. Es diu que l'illa va rebre el nom de Freiherr Leopold von Hoffmann, membre de la Societat Austrohongaresa del Pol Nord, tot i que hi ha que atribueix el nom al geòleg rus Ernst Reinhold von Hofmann.